# 이용발
이용발(1973년 3월 15일 ~ )은 대한민국의 전 축구 선수이다. 현재 대구 FC의 골키퍼 코치로 재직 중이다.
부산상업고등학교, 동아대학교를 졸업하고 1994년 유공 코끼리에 (현 제주 유나이티드 FC) 4순위 지명을 받아 입단했다.
입단 초창기만 해도 러시아 출신의 골키퍼인 알렉산드르 포드시발로프에 밀려서 3년 간 15경기 출장에 그치고 현역으로 입대하여 복무를 마쳤다. 제대하고 1999년에 복귀한 첫 시즌에 팀이 치른 36경기에서 모두 풀타임 출장하면서 주전 자리를 굳혔고, 2002년 11월 17일까지 151경기 연속 출장 기록을 세웠다.

## 에피소드
그는 경기장에서 두건, 카우보이 모자를 쓰고 나오는 기행으로 유명하였는데, 2003년 K리그 올스타전 경기 중 카우보이 모자가 떨어져서 줍다가 골을 먹힌적도 있다.